# Gare de Dolhain-Gileppe
La gare de Dolhain-Gileppe est une gare ferroviaire belge de la ligne 37, de Liège-Guillemins à Hergenrath (frontière), située à Dolhain section de la ville de Limbourg, en Région wallonne, dans la province de Liège.
Mise en service en 1843, c'est une halte voyageurs de la Société nationale des chemins de fer belges (SNCB) desservie par des trains InterCity, Omnibus (L) et d’Heure de pointe (P).

## Situation ferroviaire
Établie à 213 m d'altitude, la gare de Dolhain-Gileppe est située au point kilométrique (PK) 32,695 de la ligne 37, de Liège-Guillemins à Hergenrath (frontière), entre les gares ouvertes de Verviers-Palais et de Welkenraedt.

## Histoire

### Les deux gares de Dolhain
La section de Verviers à la frontière de la ligne de l'Est (reliant Malines à la frontière de Prusse) est mise en service en octobre 1843. L'arrêté royal du 14 de ce mois d'un bureau de déclaration en douane dans la station de Dolhain et la gare ouvre le 23 octobre.
La gare de Dolhain consiste en un arrêt en courbe à flanc de coteau le long de la chaussée de Dolhain à Verviers (actuelle N61), situé entre le viaduc de Dolhain au sud et le tunnel de Dolhain. La loi du 21 mai 1854 accorde un crédit de 25 000 francs destiné à un « bâtiment pour les recettes et le service de la douane ». Une adjudication pour sa construction a lieu le 3 juillet 1861. Le site de la gare est réaménagé en profondeur en 1870, créant de nouveaux chemins d'accès, une nouvelle rampe, de nouveaux quais et en surélevant la place de stationnement.
Le bâtiment de la gare est un long édifice sans étage de style néoclassique qui sera agrandi en 1889 (porté à 8 travées) puis en 1938 afin d'accroître la superficie des locaux du service des télégraphes et téléphones, portant sa longueur à 13 travées. Il aurait un temps abrité un bureau du service de la douane à l'origine. Réalisé en briques, il est peint en blanc au cours du XXe siècle ; le style architectural des extensions s'accorde avec l'aspect d'origine de ce bâtiment. Deux ajouts du XIXe siècle, désormais disparus, consistent eu une marquise en verre ainsi qu'un cartouche en pierres à volutes affichant le nom de la gare dans un style très similaire à celui des gares d'Enghien et Marchienne-au-Pont.
De 1867 à 1878, un chemin de fer à voie étroite partait de cette gare et aboutissait au chantier du barrage de la Gileppe.
Le site comportant peu de place pour le déchargement des marchandises, une gare dédiée servant aussi de halte voyageurs sera établie plus tard, 1 km plus à l'est sous le nom de Dolhain-Vicinal. Construite entre 1889 et 1891, elle est connectée à la ligne de tramway à écartement standard Dolhain - Eupen de la Société nationale des chemins de fer vicinaux (SNCV) mis en service la même année. D'abord une simple halte, elle est progressivement agrandie avec une cour à marchandises, plusieurs voies de garage dont un faisceau utilisable par le matériel de la SNCV ainsi qu'un raccordement aux fours à chaux et à leur carrière de pierres. Le bâtiment des recettes, toujours visible en 2019, date de 1897. Il s'agit d'une construction d'aspect sobre et fonctionnel dont les proportions des ailes basses évoquent le plan type 1893 mais possédant cinq travées au corps de logis et quatre fenêtres espacées à l'aile basse.
L'Allemagne nazie, reprenant possession des cantons de l'Est s'appropriera aussi plusieurs communes limitrophes, fixant de 1940 à la défaite la frontière à Dolhain-Vicinal. Un changement de sens de circulation était pratiqué à partir de cette gare.
La gare de Dolhain est renommée Dolhain-Gileppe en 1925 et devient une dépendance de Dolhain-Vicinal laquelle sera simplement nommée Dolhain. Le nombre des voies de garage passe de quatre à une, laquelle est démontée en 1957 tandis que la halle à marchandises ferme ; elle sera démolie en 1967. En 1965, Dolhain-Gileppe devient un point d'arrêt non gardé. La ligne de tramway SNCV ferme le 15 mars 1963 et la SNCB supprime l'arrêt de Dolhain-Vicinal pour les trains de voyageurs[Quand ?]. Les trois voies de la cour à marchandises ainsi que le raccordement au dépôt de câbles de la régie des téléphones et télégraphes sont supprimés en 1984.

### La nouvelle gare de Dolhain-Gileppe

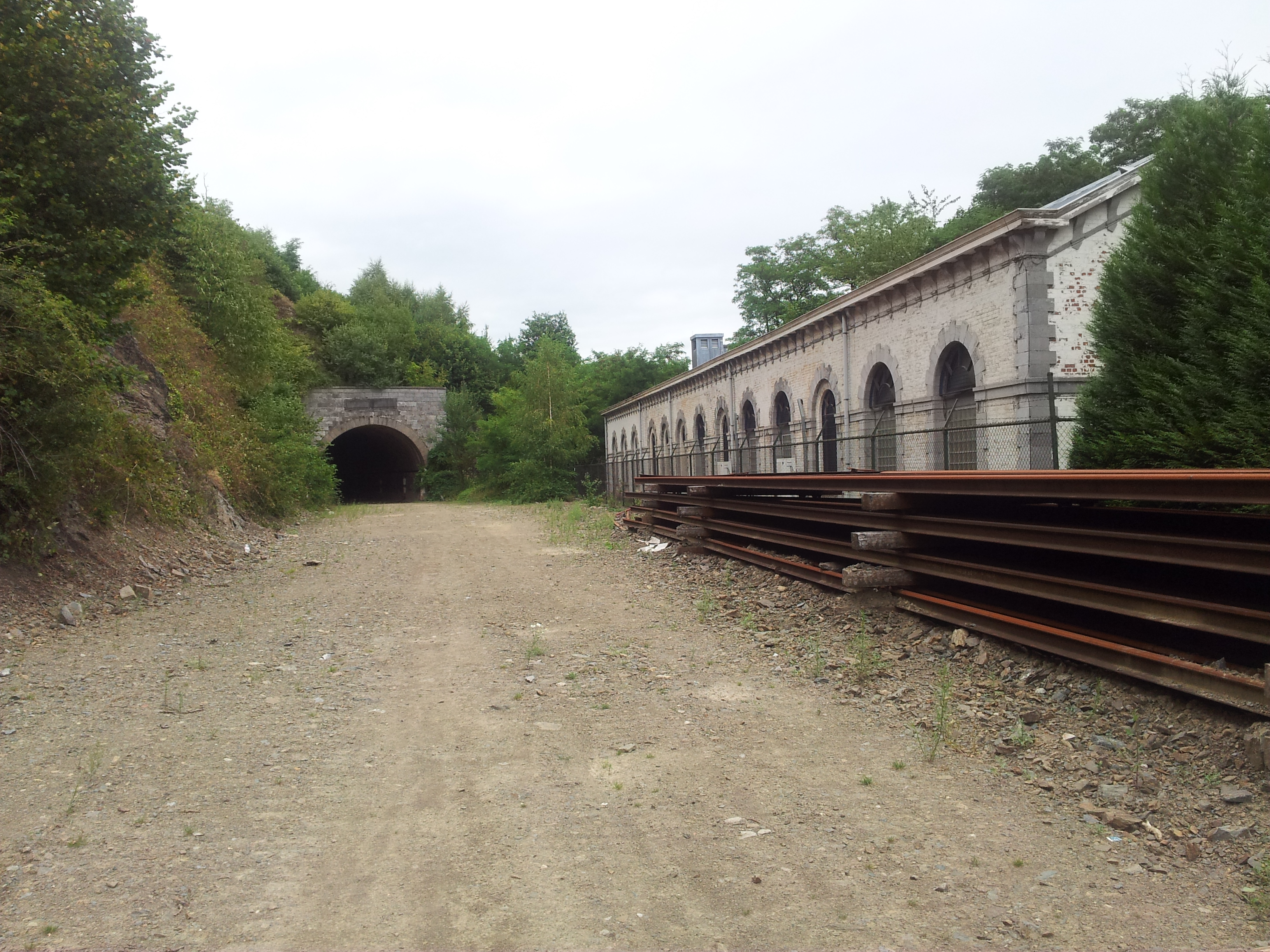
Bâtiment à l’abandon depuis le déplacement de l’arrêt.

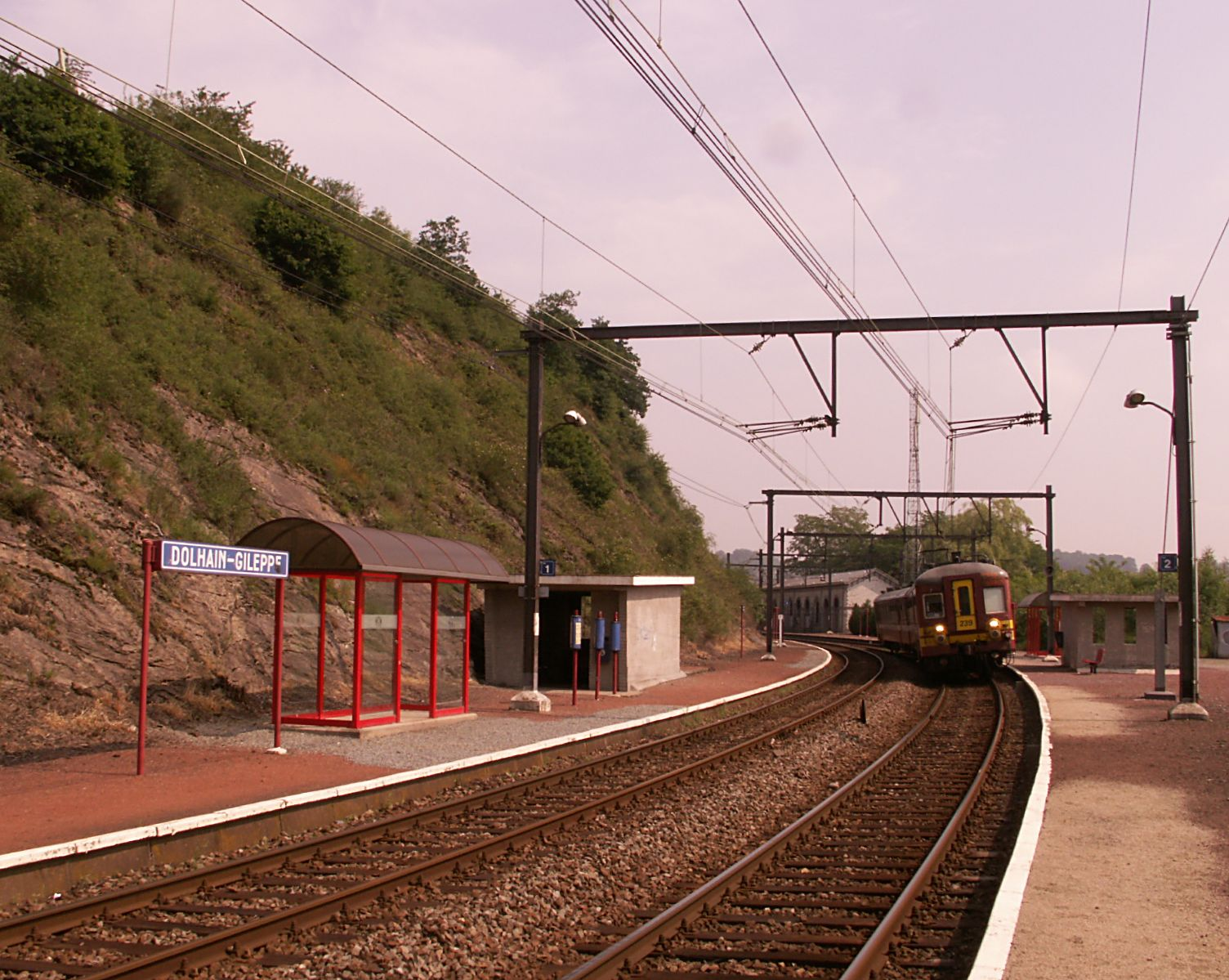
L'ancienne gare de Dolhain-Gileppe en 2007.

Dans les années 2000, la présence d’une courbe serré et le mauvais état du flanc de colline, présentant un risque d’éboulement et limitant la vitesse à 40 km/h contre 70 auparavant. Au lieu de désaffecter entièrement cette section de la ligne, utilisant la LGV3 pour les trains IC, ou de mettre la section à voie unique, il est décidé construire un nouveau tunnel sous la colline dite "de la moutarde" tout en déplaçant la gare un kilomètre plus au nord à proximité de l'emplacement de l'ancienne gare des marchandises de Dolhain-Vicinal (celle-ci étant désaffectée).
La gare historique de Dolhain-Gileppe ferme au profit du nouvel arrêt, inauguré le 11 décembre 2011.
Le guichet et le bâtiment de l'ancienne gare de Dolhain-Gileppe étant déjà désaffectés avant le déplacement, et celui de la gare de Dolhain-Vicinal étant fermé, la nouvelle gare ne comporte aucun bâtiment et se contente de simples aubettes.
Une partie de l’ancien talus a été remblayé et le site de l'ancienne gare est désormais méconnaissable. Dans l'ancienne tranchée, le bâtiment de la gare existe toujours, bien que vide.

## Service des voyageurs

### Accueil
Halte SNCB, c'est un point d'arrêt non géré (PANG) à accès libre.

### Desserte
Dolhain-Gileppe est desservie par des trains Suburbains (S41) et Omnibus (L) de la SNCB.
En semaine comme les week-ends, la gare est desservie par des trains S41 reliant Liège-Saint-Lambert à Aix-la-Chapelle au rythme d'un par heure. Un aller-retour de trains L entre Spa-Géronstère et Welkenraedt s'ajoute en semaine le matin et l'après-midi.

### Intermodalité
Un parking pour les véhicules y est aménagé.

## Comptage voyageurs
Le graphique et le tableau montrent le nombre de passagers qui en moyenne embarquent durant la semaine, le samedi et le dimanche.
| Nombre de voyageurs qui embarquent à la gare de Dolhain-Gileppe | Nombre de voyageurs qui embarquent à la gare de Dolhain-Gileppe | Nombre de voyageurs qui embarquent à la gare de Dolhain-Gileppe | Nombre de voyageurs qui embarquent à la gare de Dolhain-Gileppe |
|                                                                 | Semaine                                                         | Samedi                                                          | Dimanche                                                        |
| --------------------------------------------------------------- | --------------------------------------------------------------- | --------------------------------------------------------------- | --------------------------------------------------------------- |
| 1977                                                            | 165                                                             | 58                                                              | 76                                                              |
| 1978                                                            | 187                                                             | 51                                                              | 61                                                              |
| 1979                                                            | 208                                                             | 58                                                              | 46                                                              |
| 1980                                                            | 173                                                             | 47                                                              | 31                                                              |
| 1981                                                            | 224                                                             | 74                                                              | 50                                                              |
| 1982                                                            | 196                                                             | 61                                                              | 39                                                              |
| 1983                                                            | 219                                                             | 50                                                              | 36                                                              |
| 1984                                                            | 127                                                             | 68                                                              | 42                                                              |
| 1985                                                            | 173                                                             | 52                                                              | 51                                                              |
| 1986                                                            | 141                                                             | 47                                                              | 57                                                              |
| 1987                                                            | 156                                                             | 56                                                              | 42                                                              |
| 1988                                                            | 190                                                             | 72                                                              | 74                                                              |
| 1989                                                            | 176                                                             | 52                                                              | 49                                                              |
| 1990                                                            | 214                                                             | 66                                                              | 58                                                              |
| 1991                                                            | 209                                                             | 66                                                              | 45                                                              |
| 1992                                                            | 165                                                             | 58                                                              | 66                                                              |
| 1993                                                            | 207                                                             | 54                                                              | 56                                                              |
| 1994                                                            | 199                                                             | 83                                                              | 67                                                              |
| 1995                                                            | 199                                                             | 135                                                             | 72                                                              |
| 1996                                                            | 187                                                             | 69                                                              | 53                                                              |
| 1997                                                            | 219                                                             | 63                                                              | 39                                                              |
| 1998                                                            | 221                                                             | 24                                                              | 38                                                              |
| 1999                                                            | 186                                                             | 22                                                              | 26                                                              |
| 2000                                                            | 240                                                             | 54                                                              | 35                                                              |
| 2001                                                            | 161                                                             | 22                                                              | 26                                                              |
| 2002                                                            | 175                                                             | 26                                                              | 33                                                              |
| 2003                                                            | 177                                                             | 38                                                              | 16                                                              |
| 2004                                                            | 171                                                             | 32                                                              | 43                                                              |
| 2005                                                            | 207                                                             | 50                                                              | 36                                                              |
| 2006                                                            | 203                                                             | 50                                                              | 30                                                              |
| 2007                                                            | 193                                                             | 43                                                              | 27                                                              |
| 2008                                                            | -                                                               | -                                                               | -                                                               |
| 2009                                                            | 217                                                             | 41                                                              | 31                                                              |
| 2010                                                            | -                                                               | -                                                               | -                                                               |
| 2011                                                            | -                                                               | -                                                               | -                                                               |
| 2012                                                            | 174                                                             | 41                                                              | 31                                                              |
| 2013                                                            | 285                                                             | 34                                                              | 111                                                             |
| 2014                                                            | 190                                                             | 55                                                              | 52                                                              |
| 2015                                                            | 199                                                             | 31                                                              | 29                                                              |
| 2016                                                            | 135                                                             | 51                                                              | 35                                                              |
| 2017                                                            | 132                                                             | 23                                                              | 21                                                              |
| 2018                                                            | 162                                                             | 33                                                              | 27                                                              |
| 2019                                                            | 122                                                             | 29                                                              | 19                                                              |
| 2020                                                            | 140                                                             | 22                                                              | 51                                                              |
| 2021                                                            | -                                                               | -                                                               | -                                                               |
| 2022                                                            | 126                                                             | 30                                                              | 35                                                              |
| 2023                                                            | 103                                                             | 33                                                              | 30                                                              |
| 2024                                                            | 88                                                              | 39                                                              | 24                                                              |